# Matteo Aloisio Niedhammer y Yaeckle
Matteo Aloisio Niedhammer y Yaeckle (New York, 11. rujna 1901. – 25. lipnja 1970.), nikaragvanski rimokatolički biskup.

## Životopis
Rođen je u New Yorku 11. rujna 1901. Zaređen je za svećenika 8. lipnja 1927. godine. Dana 11. svibnja 1943. imenovan je naslovnim biskupom od Caloea i biskupom apostolskog vikarijata Bluefieldsa. Zaređen je za biskupa 29. lipnja 1943. godine. Umro je 1970. godine dok je obnašao tu službu.